# Frołowo (rejon totiemski)
Frołowo (ros. Фролово) – wieś w Rosji, w rejonie totiemskim obwodu wołogodzkiego. W 2010 r. liczyła 12 mieszkańców.